# John Wootton

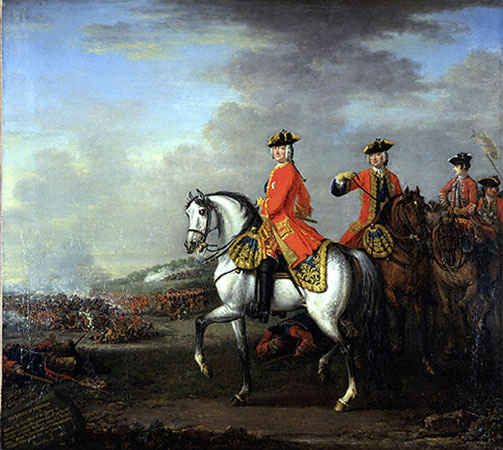
Jerzy II Hanowerski w Dettingen, 1743

John Wootton (ur. ok. 1682 w Snitterfield w hrabstwie Warwickshire, zm. 13 listopada 1764 w Londynie) – angielski malarz tematów sportowych, scen batalistycznych i pejzaży.
Na początku lat 90. XVII wieku był uczniem Jana Wycka. Ok. 1720 wyjechał do Rzymu, gdzie zapoznał się z twórczością Gasparda Poussina i Claude Lorraina. Specjalizował się w przedstawieniach koni, tematyce rodzajowej i myśliwskiej. Wśród jego klientów byli król Jerzy II Hanowerski i książę Walii Fryderyk Ludwik Hanowerski.
John Wootton uważany jest obecnie za prekursora angielskiej szkoły pejzażowej pierwszej połowy XVIII wieku. Jego prace znajdują się głównie w galeriach brytyjskich, m.in. w Tate Britain i Royal Collection w Londynie. Uczniem malarza był George Lambert.